# Virgil van Dijk
Virgil van Dijk (nederländskt uttal: [vɑn ˈdɛik]), född 8 juli 1991 i Breda, är en nederländsk fotbollsspelare som spelar för Liverpool och Nederländernas landslag.
I december 2017 nådde Liverpool en överenskommelse med Southampton om van Dijk. Övergångssumman på 75 miljoner pund plus eventuell bonus på 20 miljoner pund gjorde holländaren till världens dyraste försvarsspelare genom tiderna.

## Karriär
van Dijk började sin karriär i Willem II innan han 2010 gick till FC Groningen på en så kallad "free transfer" efter bara en säsong. Under säsongen 2011/12 gjorde han 23 ligamatcher för Eredivisie-laget Groningen och sitt första professionella mål i 6–0-segern mot Feyenoord i oktober 2011.
2013 såldes van Dijk till Celtic FC i den skotska högstaligan. Här övertygade han såpass att blev uttagen i Årets lag i Scottish Premiership säsongen 2013/2014. Efter ytterligare en säsong i Skottland köptes han av Southampton FC i brittiska Premier League. 
I december 2017 skrev van Dijk på för ligakonkurrenten Liverpool som betalade 75 miljoner brittiska pund för att köpa loss honom. Debuten, som kom den 5 januari 2018 i ett Merseysidederby i den 3:e omgången av FA-cupen mot rivalen Everton, blev lyckosam då han avgjorde matchen med ett nickmål som gav 2–1 i den 84:e minuten. Van Dijk gjorde sitt första Premier League-mål för Liverpool i december 2018 i en bortamatch mot Wolves som vanns med 2–0.
År 2018 blev van Dijk utsedd till lagkapten för Nederländernas landslag. Säsongen 2020/2021 blev han skadad och förväntades att vara borta i åtta månader. År 2023 blev han lagkapten även i klubblaget Liverpool.

## Meriter

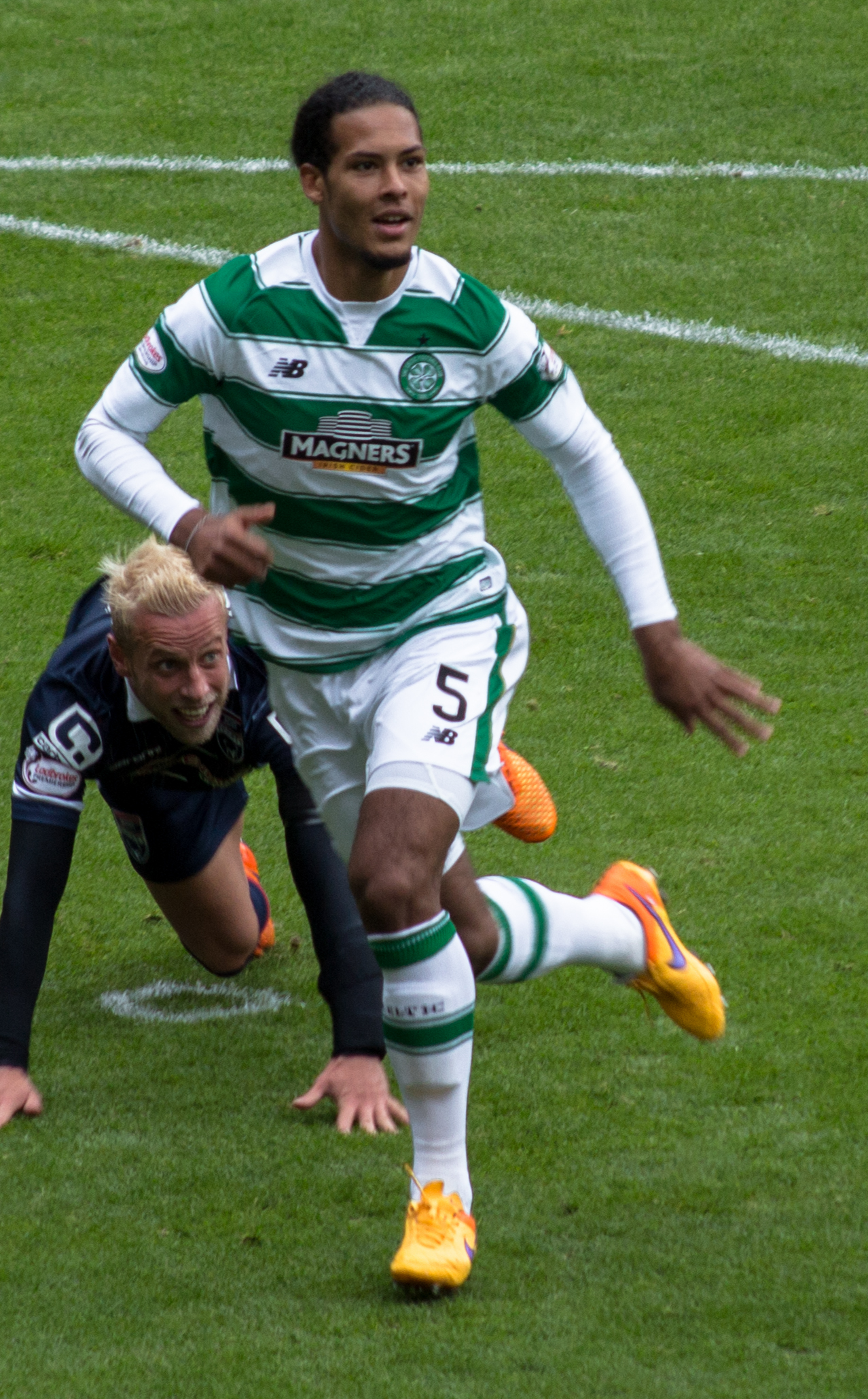
van Dijk i Celtic 2015

### I klubblag
Celtic FC
- Scottish Premiership: 2013/14, 2014/15
- Scottish League Cup: 2014/15

 Liverpool FC
- Uefa Champions League: 2019
- FA-cupen: 2022
- Uefa Super Cup: 2019
- VM för klubblag: 2019
- Community Shield: 2022
- Premier League: 2019/20, 2024/25
- Engelska Ligacupen: 2022, 2024

### Individuellt
- PFA Scotland Team of the Year (2): 2013/14, 2014/15
- Southampton Player of the Season: 2015/16
- UEFA Champions League Squad of the Season: 2017/18
- PFA Player of the Year: 2018/19
- UEFA Player of the year 2019